# Jolana

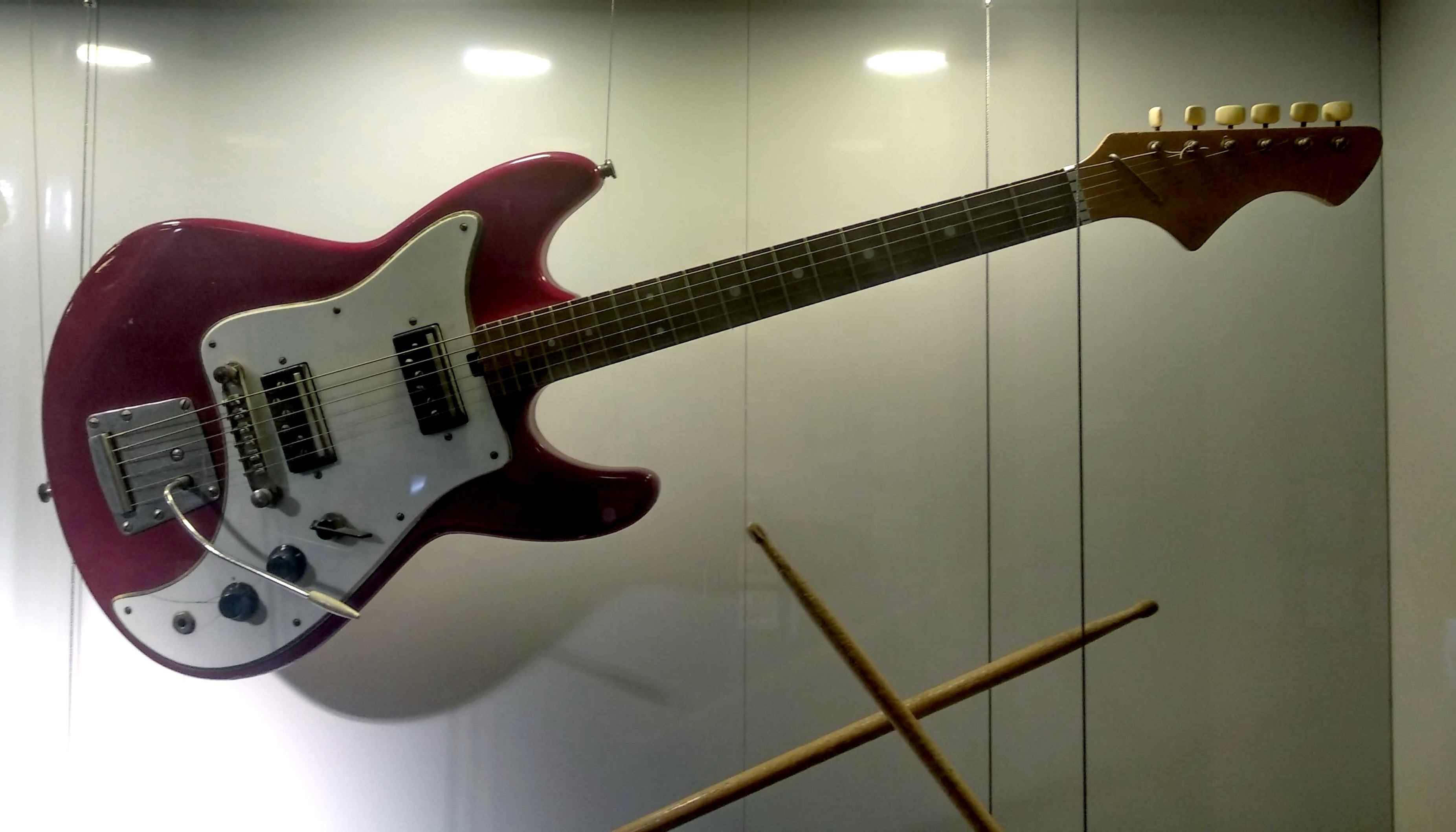
E-Gitarre Jolana Star V (alias Futurama II, 1963)

Jolana ist eine Marke für E-Gitarren und -Bässe, die im tschechischen Hořovice vom Unternehmen NBE Corp. s.r.o. hergestellt werden. Sie wurde im Zeitraum von etwa 1959 bis 1989 in der Tschechoslowakei bekannt.

## Geschichte

### Resonet
Die Produktion elektrischer Gitarren in der Tschechoslowakei begann 1953, als Josef Růžička (1928–2004) die Leitung des Resonet-Werks im südböhmischen Blatná übernahm. In dem 1947 gegründeten und 1948 von Ladislav Kořán (1925–2015) übernommenen Werk wurde mit dem Resonet 506 ab 1949 eines der ersten elektromechanischen Pianos hergestellt. Die erste von Resonet gebaute elektrische Gitarre war ein Lap-Steel-Modell namens Akord, das 1955 in der Arioso seinen Nachfolger fand. Auch ein elektrischer Kontrabass namens Arco wurde produziert.

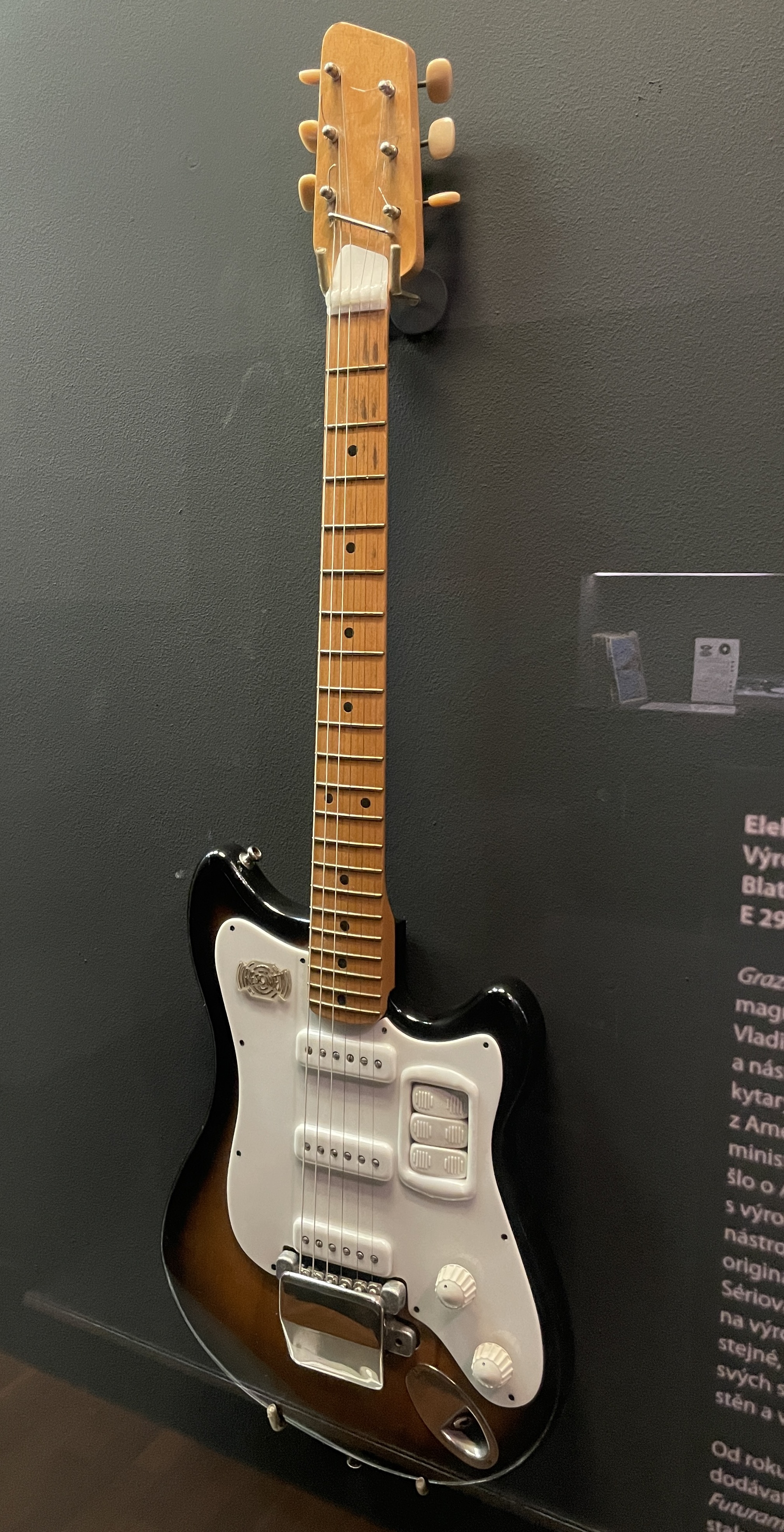
Resonet Grazioso

Zu dieser Zeit wurden in den USA bereits die ersten E-Gitarren ohne Resonanzkorpus (Solidbody) vom Markt akzeptiert, und so wurde auch bei Resonet ein Solidbody-Modell entworfen. Diese Gitarre namens Grazioso basierte konzeptionell auf der Fender Stratocaster, stellte aber keine Kopie dar. Vielmehr wurden Leo Fenders Ideen als Ausgangspunkt für eigene Lösungen genommen; Details wie etwa das Vibratosystem stellten sogar eine komplette Eigenentwicklung dar. Die Grazioso war ein großer Erfolg – nicht nur in der Tschechoslowakei. Nach der Ausstellung der Instrumente im tschechoslowakischen Pavillon auf der Expo 58 in Brüssel, wo die Modelle Arioso, Grazioso und Arco Goldmedaillen erhielten, wurde sie in großen Mengen nach Großbritannien exportiert, wo es bis 1959 ein vom Board of Trade verhängtes Importverbot für US-amerikanische Waren gab. Der britische Importeur Selmer vertrieb das Instrument unter dem Namen Futurama, und es wurde das Einsteigerinstrument einiger späterer britischer Superstars wie George Harrison oder Jimmy Page.

### Neoton
In den Jahren 1959–1960 wurde die Gitarrenproduktion in das neue Neoton-Werk (Teil des volkseigenen Unternehmens Československé hudební nástroje, ČSHN, Tschechoslowakische Musikinstrumente) im nordböhmischen Hradec Králové verlagert. Die Grazioso wurde durch die vereinfachten Modelle Star und Star III ersetzt, die noch bis 1963 als Futurama II und Futurama III nach Großbritannien exportiert wurden.

### Jolana
Durch die Verschlechterung der Qualität ließ die Nachfrage für den Export dieser neuen Gitarren aber allmählich nach und die Vermarktung konzentrierte sich zunehmend auf die Länder des Ostblocks. Bald wurden die bei Neoton produzierten Gitarren unter dem Markennamen Jolana vertrieben, laut Růžička benannt nach seiner Tochter Jolana (von Jolanthe).
Um die durch den Beat-Boom (tschechisch: bigbít) der frühen 1960er Jahre auch in den Ländern des Ostblocks explosionsartig gestiegene Nachfrage nach elektrischen Gitarren und Bässen befriedigen zu können, wurden bald noch in zwei weiteren Werken in der mittelböhmischen Akkordeonbaustadt Hořovice (im Werk Harmonika Hořovice, ab 1962) und in der schlesischen Orgelbaustadt Krnov (Varhany Krnov, ab 1965) Jolana-Instrumente produziert.
Die Halbresonanzgitarre Tornado, laut Růžička nach der Gruppe The Tornados benannt, wurde ab 1963 in Hradec Králove gefertigt und ging 1967 mit drei Humbuckern in Serienproduktion in Hořovice. Das aktuelle Modell hat zwei Humbucker. Ab 1979 wurde die der Les Paul nachempfundene Diamant hergestellt.

### NBE
Die Produktion endete mit der Samtenen Revolution 1989. 1993 erwarb die Firma Bohemia Musico s.r.o. die Produktionsstätte. Die Gesellschaft NBE Corp. s.r.o. (New Bohemian Electric Corporation) wurde im Jahre 1999 gegründet. Die Produktion von elektrischen Saiteninstrumenten wurde in Drozdov bei Hořovice zwei Jahre später aufgenommen. Zuerst waren es Kontrabässe für NS Design aus den USA und später Bässe von Spector. Die Marke Jolana gibt es wieder seit 2001. Seit 2006 hat die Produktion ihren Sitz im ehemaligen Areal des Akkordeonherstellers Harmonika Hořovice. Dort werden von ca. 60 Beschäftigten etwa 5000 Instrumente im Jahr hergestellt (Stand: 2021), unter anderem Bässe der deutschen Marken Esh und Clover sowie Gitarren der US-Marke Stromberg. Die Gesellschaft vertreibt außerdem Produkte folgender Marken: Schaller, WD, ESP, Ashdown, TECH 21.

## Historische Modelle

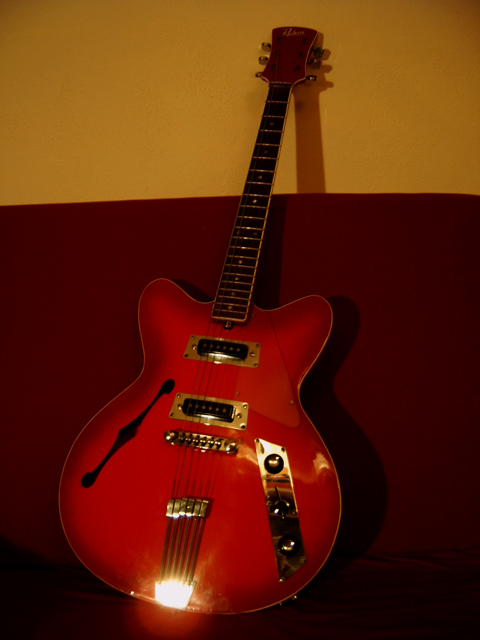
E-Gitarre Jolana Rubin

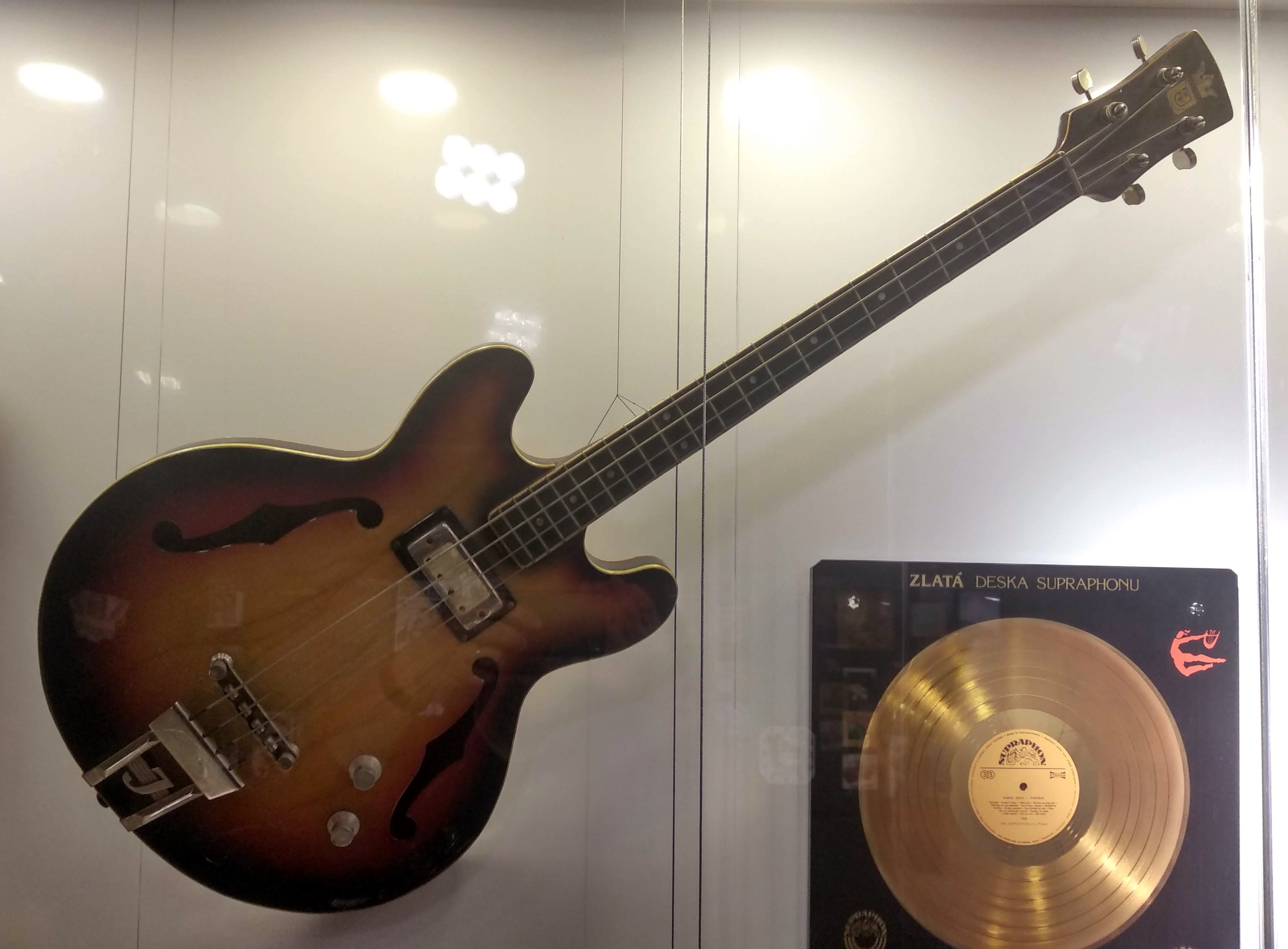
E-Bass Jolana Alexis (1964)

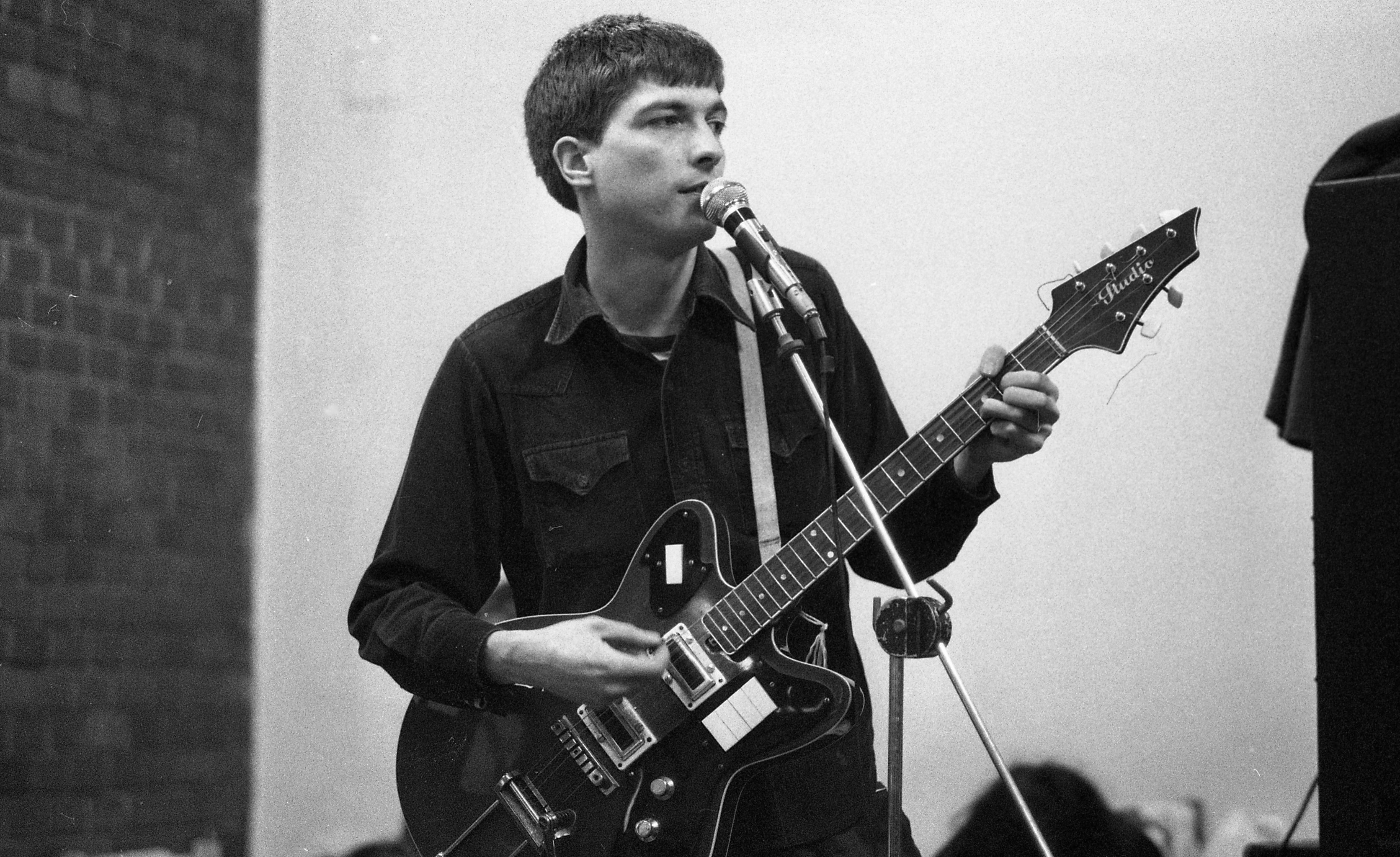
Mihály Víg mit einer Jolana Studio (1981)

Die Besonderheit einiger Modelle liegt darin, dass für Gitarre und Bass der gleiche Korpus verwendet wurde, was die Produktionskosten senkte. Die zwei Ausführungen unterscheiden sich in diesem Falle jedoch in der Skalierung des Halses und der spezifischen Hardware.
| Chord     | Graziela special II |
| Basso V   | Special             |
| Neoton    | Rubin(1)            |
| Marina    | Kolorbas            |
| Basora    | Studio(1)           |
| Alexandra | Diamant(1)          |
| Alexis II | Onyx                |
| Basso IV  | Vikomt(1)           |
| Pedro     | Iris(2)             |
| Star VII  | Altro               |
| Sirius    | Superstar(1)        |
| Star      | Disko(1)            |
| Big Beat  | Galaxis(1)          |
| Hurricane | Jantar(1)           |
| Diskant   | D Bass              |
| Alfa(2)   | Strat               |
| Star IX   | Proxima(1)          |
| Basso IX  | RK120               |
| Basso X   | RK140               |
| Tornado   | RK Bass             | 1 Hořovice
2 Krnov

## Aktuelle Modelle
- Grazioso II
- Tornado II
- Diamant II